# 마이크로미터 (기구)

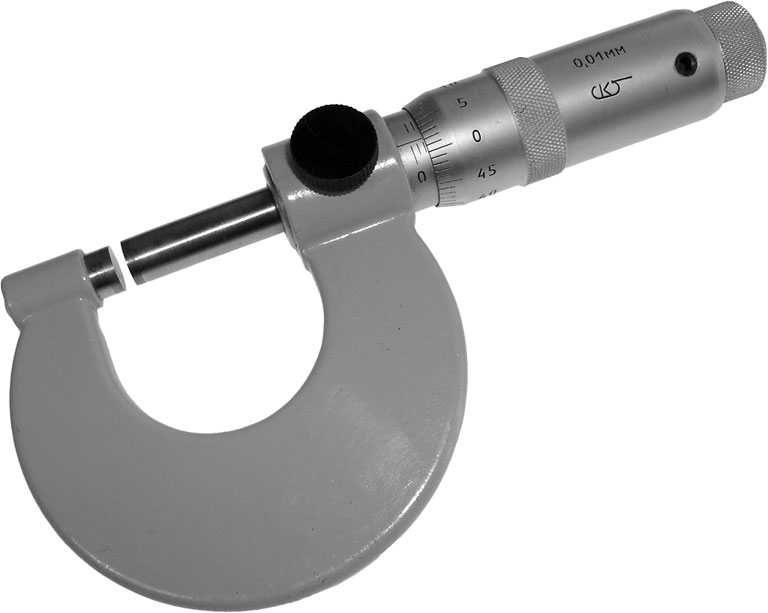
마이크로미터

마이크로미터(영어: micrometer)는 나사의 원리를 이용하여 길이를 정밀하게 측정하는 도구이다.
외경 마이크로미터 중 제일 작은 것이 0 ~ 25mm를 측정할 수 있다. 또한, 25mm 간격으로 마이크로미터의 크기가 다르다. 내경마이크로미터나 그루브 마이크로미터의 경우도 비슷하다.

## 측정방법
1. 마이크로미터의 엔빌과 스핀들의 측정부분에 이물질을 제거하여 치수오차가 발생하지 않도록 함.
2. 측정물을 마이크로미터의 엔빌에 축 직각으로 정확히 맞춤
3. 레칫스탑(Ratchet Stop)을 딸깍 소리가 날 때까지 정확히 돌리되 스핀들이 공작물에 닿기 전에는 천천히 돌려 관성에 의해 스핀들이 돌아가지 않도록 함.
4. 눈금을 읽을 때는 슬리브의 어미자의 눈금을 먼저 읽고 버니어의 아들자의 눈금을 추가로 읽어 더함.
5. 슬리브의 눈금은 위쪽이 1mm간격으로 표시되어 있으며 5mm마다 굵은 선으로 표시되어 있고, 슬리브의 아래쪽에는 위쪽눈금 사이마다 0.5mm를 표시하는 눈금이 새겨져 있음.
6. 버니어의 눈금은 1회전시에 0.5mm를 표시하는 것으로써 실제치수 측정시 0.1mm마다 눈금에 숫자가 새겨져 있다.

## 구조
나사를 1회전시키면 하나의 나사산과 다음 나사산 간의 거리만큼 움직인다. 나사산 사이가 1mm이면 나사를 1회전함으로써 1mm를 움직인다. 나사머리의 원주 위에 눈금을 넣는다면, 나사를 1／100 회전했을 때에는 나사머리에 있는 눈금은 한 눈금만 회전하고, 나사가 움직인 거리는 나사산 사이의 1／100이 된다. 나사산 사이의 거리가 1mm인 경우는 한 눈금의 회전에 의해 움직이는 거리는 0.01mm(10μ)가 된다. 이와 같이 나사머리의 원주 위에 눈금을 넣어서 나사의 회전각(回轉角)을 보면 나사가 화살표의 방향으로 어느 정도 움직였는가를 정밀하게 측정할 수가 있다. 마이크로미터는 이 나사의 원리를 이용하여 길이를 정밀하게 측정하는 것으로서, 1의 차이를 측정할 수 있는 것까지도 쓰이고 있다. 가장 일반적인 마이크로미터는 측정할 물건을 고정면(固定面)인 앤빌(anvil)과 스핀들(spindle)의 선단 사이에 끼우고 나사가 회전하는 눈금을 읽음으로써 측정물의 길이를 측정하도록 되어 있다.

## 공기 마이크로미터
물건이 변위한 때의 이동 거리를 공기의 압력으로 변환하여 측정하는 기구로서, 약 1mm 이내의 거리 변화를 0.1μ 정도의 정밀도로 측정할 수 있는 것까지도 개발되고 있다. 펌프에 의해서 일정한 압력의 공기를 보내고, 파이프의 도중에 있는 조리개, 즉 파이프의 단면을 작게 하는 장치를 통하여 유출구(流出口)로부터 분출시킨다. 유출구와 그 부근에 있는 물체 표면과의 사이의 거리ℓ이 변하면 유출구로부터 분출하는 공기의 양이 달라지고, 따라서 유출구와 조리개와의 사이에 있는 공기의 압력 P`가 변화한다. 여기서 그 압력 P`` 와 유출구와 물체와의 거리 ℓ과의 관계를 조사하여 두면, 압력 P``를 측정함으로써 거리의 변화를 알 수 있게 된다.

## 전기 마이크로미터
조그만 길이의 차이나 물체가 변위한 거리를 전압·전류로 변환하여 측정하는 것으로서 전기마이크로미터라는 측정기가 있다. 현재 사용되고 있는 것은 콘덴서의 용량 변화를 이용하는 것과 변압기를 이용하는 방식의 것이 일반적이다. 콘덴서 방식의 전기마이크로미터는 평행으로 놓인 2장의 금속판(콘덴서의 역할을 한다) 중의 아래 것은 측정자에 부착되어 있어서 물체의 변위에 따라 측정자가 움직이면 금속판 사이의 거리가 변화한다. 금속판 사이의 거리가 변화하면 콘덴서의 용량이 달라지고, 이에 접속되어 있는 전기회로의 전류에 변화가 생긴다. 그 전류의 변화와 측정자와 변위량과의 관계를 미리 조사하고 전류를 측정하면 측정자의 변위량, 즉 물체의 변위 거리를 알 수 있게 된다.
변압기를 이용한 전기마이크로미터는 1차코일에 일정한 전압으로 교류를 통하여 두면, 2차코일의 유도전압은 코일 속에 있는 철봉의 위치에 따라 변화한다. 철봉은 측정자와 결합되어 있으므로 측정자의 위치 변화는 2차코일의 전압을 변화시키는 것이다.

## 같이 보기
- 버니어